# Observatório Europeu da Droga e da Toxicodependência
O Observatório Europeu da Droga e da Toxicodependência (OEDT) é uma agência da União Europeia. Foi estabelecida em 1993 e tem sede em Lisboa, Portugal. 
O principal papel do Observatório é reunir, analisar e disseminar "informação objectiva, fiável e comparável" em matéria de drogas e toxicodependência, providenciando assim ao seu auditório, um retrato real e comprovado do fenómeno da droga a nível europeu.   
O Observatório dirige-se aos legisladores, que, apoiados na informação, formulam aproximações nacionais e Comunitárias coerentes em relação à droga. Esta informação é dirigida também a profissionais e pesquisadores no campo das drogas, e de modo mais abrangente, aos media e ao público em geral.    

## Novas instalações
A partir de 2008, a OEDT partilhará novas instalações com a Agência Europeia de Segurança Marítima e com o Centro de Informação Europeia Jaques Delors, perto da estação ferroviária Cais do Sodré em Lisboa. O projecto para a construção do edifício, aprovado pela Autoridade Marítima do Porto de Lisboa, tem sido motivo de alguma controvérsia por parte de grupos de cidadãos da zona.